# Майкъл Адамс (пилот)
Майкъл Джеймс Адамс (на английски: Michael James Adams) (5 май 1930 – 15 ноември 1967) е американски тест пилот и астронавт на USAF, участник в Програмата X-15.

## Биография
Майкъл Адамс е роден в Сакраменто, Калифорния на 5 май 1930 г. Получава бакалавърска степен по аерокосмическо инженерство в Университета на Оклахома през 1958 г. През 1960 г. става магистър по астронавтика в Масачузетски технологичен институт, Кеймбридж, Масачузетс.

## Военна кариера
Майкъл Адамс постъпва на активна военна служба през 1950 г. През 1952 г. става пилот на бомбардировач от 813-а бомбардировъчна ескадрила. Взема участие в Корейската война. През 1962 г. завършва школата за тест пилоти в авиобазата Едуардс, Калифорния. През декември 1963 г. става експериментален тест пилот.

## Програма Х-15
Прем юли 1966 г. Майкъл Джеймс Адамс е привлечен в Програмата X-15. На 6 октомври 1966 г. осъществява първия си полет на ракетоплана.
На 15 ноември 1967 г. Адамс лети за 7-ми път с X-15, с полет 3-65-97. Достига своята най-голяма височина на полета – 81 км. При спускането на височина 70 км аеродинамичният натиск върху ракетоплана се увеличава и достига над 15 g. Скоростта на полета достига Мах 5 (около 6000 км/час) и летателният апарат избухва 10 минути и 35 секунди след началото на мисията.
Причините за катастрофата остават неизяснени докрай. Претоварването и скоростта на Х – 15 са в горните граници на нормата, възможна е т. нар. „умора на материала“. Друга вероятност е адаптивната система за управление MH-96 да е подала грешна команда довела до фаталната маневра. Според разследващия инцидента Уилард Д. Дивъс може е пилотска грешка, предизвикана от загуба на ориентация и припадък на пилота.
Майкъл Адамс загива на 37-годишна възраст край селището в окръг Кърн, щата Калифорния. Според историците на САЩ е първият техен сънародник, загинал във време на космическа мисия.

## Почит
Посмъртно е удостоен със званието „астронавт на USAF“ поради покрити критерии на ВВС (достигната височина на полета над 80 км) и с „Астронавтски крила на USAF“.
През 1991 г. името на Адамс е добавено в Мемориала на космическия свят в Космическия център „Кенеди“ във Флорида.
На 8 юни 2004 г. в негова памет е издигнат монумент в Рандсбърг, Калифорния, близо до мястото, където през 1967 г. са открити останките на ракетоплана X – 15 A – 3.
Награди:
- Въздушен медал;
- Медал за похвала на USAF;
- Медал за военна служба в Корея;
- Медал на ООН за военна служба в Корея;
- Медал за служба в националната отбрана;
- Медал за продължителна служба в USAF;
- Медал за добро командване на USAF.